# Symphurus pusillus
Symphurus pusillus es una especie de pez de la familia Cynoglossidae en el orden de los Pleuronectiformes.

## Distribución geográfica
Se encuentran al noroeste del  Atlántico (desde el Estado de Nueva York hasta Carolina del Norte).